# Selvtillid
 Der er for få eller ingen kildehenvisninger i denne artikel, hvilket er et problem. Du kan hjælpe ved at angive troværdige kilder til de påstande, som fremføres i artiklen.

Selvtillid er et menneskes tillid til sine evner. Alle har forskellig selvtillid: nogle har meget lidt tro på sig selv, mens andre har for megen. Dårlig selvtillid kan resultere i depressioner, mens for megen selvtillid kan resultere i arrogance.

## Årsag
Dårlig selvtillid kan fx skyldes mobning. Ofte er den dårlige selvtillid resultatet af utilfredshed med egen krop. Den utilfredshed kan også forstærkes af mobning. Men intelligens, klogskab, almen viden og socialt liv kan også forårsage ringe selvtillid.
God selvtillid skabes enten ved at kende sine gode sider, eller ved hele tiden at høre om dem. God selvtillid munder gerne ud i tryghed, en god karriere, flotte resultater mm.
Ironisk nok er der mennesker, der er gode til mange ting, men alligevel har dårlig selvtillid. Omvendt kan nogle, der ikke har noget specielt at byde på, have rigelig selvtillid. Sidstnævnte er beskrevet som Dunning-Kruger-effekten, der beskriver, hvorledes nybegyndere ofte overvurderer egne evner.

## Konsekvenser
Ringe selvtillid kan give svære depressioner, mens god selvtillid kan resultere i arrogance. Hvis man konstant føler nederlag og er utilfreds med sig selv, bliver man i dårligt humør. Det kan medføre depression.
Modsat kan man sole sig i sin egen succes og blive kaldt egoist. Sund selvtillid er derfor vigtig i social sammenhæng, da god kommunikation kræver en relativ rollefordeling. Psykiatere, psykologer og terapeuter kan være til stor hjælp for både depressive og arrogante til at få et sundere forhold til andre - og et bedre selvværd.
Meditation, kognitiv terapi og medicin er godt for psyken, da placeboeffekten også her spiller en stor rolle for selvtilliden.